# 하타미야 카노코
하타이먀 카노코(幡宮 かのこ, 6월 5일 ~ )는 일본의 여성 성우이다. 아틀리에 피치 소속. 가나가와현 출신.

## 출연작품

### TV 애니메이션
1999년
- 하급생(미나가와 나나)

2004년
- 달은 동쪽으로 해는 서쪽으로 ~Operation Sanctuary~ (아키야마 후미오)

### OVA
1998년
- 엘프판 하급생(미나가와 나나)

2004년
- 푸른 바다의 트리스티아(레이그렛트 쿠타니에)

### 게임
1997년
- 하급생 (미나가와 나나)
- 투희전승ANGEL EYES PS판 (엔젤)
- 용기전승 2 (틴)

1999년
- GREEN ~추공의 스크린~ (미즈노 마코토)

2000년
- One Way Love ~민트 이야기~(우라베 아카네) : 오오나미 코나미 (大波こなみ) 명의
- GREENHORN (미즈노 마코토)

2001년
- 환린의 희장군(이리나 테슈오스, 리스티) : 오오나미 코나미 (大波こなみ) 명의
- Missing Blue(신도 카린)

2002년
- 푸른 바다의 트리스티아 (레이그렛트 쿠타니에)
- 에벤부르그의 바람(로자리) : 오오나미 코나미 (大波こなみ) 명의
- 때묻은 영웅 ~사음 성녀 사냥~(쿠비완, 이리아 리겟) : 오오나미 코나미 (大波こなみ) 명의
- 첫사랑 PC판 (사쿠라이 코모모) : 오오나미 코나미 (大波こなみ) 명의
- BALDR FORCE PC판 (타치바나 레이카) : 阿藤魁弥 명의

2003년
- 컬러풀 하트 ~12인의 큐루룽~(오오니시 코나츠) : 오오나미 코나미 (大波こなみ) 명의
- 브라운 거리 3번지(리즈 코린트) : 오오나미 코나미 (大波こなみ) 명의
- 하신락(오토와 하츠카) : 오오나미 코나미 (大波こなみ) 명의
- Maple Colors(모모이 요코):오오나미 코나미 (大波こなみ) 명의
- 달은 동쪽으로 해는 서쪽으로 ~Operation Sanctuary~ PC판(아키야마 후미오) : 오오나미 코나미 (大波こなみ) 명의
- 환린의 희장군2 ~인도된 혼의 계보~ (이리나 마시룬, 리스티) : 오오나미 코나미 (大波こなみ) 명의
- 레벨 저스티스 (아네우스 명수, 린저 박사) : 오오나미 코나미 (大波こなみ) 명의

2004년
- Canvas2 ~천색의 팔레트~ (하기노 카나) : 오오나미 코나미 (大波こなみ) 명의
- 퓨어퓨어 PC판(토바리):오오나미 코나미 (大波こなみ) 명의
- 달은 동쪽으로 해는 서쪽으로 ~Operation Sanctuary~ DC·PS2판 (아키야마 후미오)
- 둥지짓는 드레곤(유메 사이온):오오나미 코나미 (大波こなみ) 명의
- 퓨어메일(사와나가 미키):코지마 치아키 (小嶋千明) 명의
- 오거스트 팬BOX(아키야마 후미오):오오나미 코나미 (大波こなみ) 명의
- DUEL SAVIOR(뮤리엘 시아필드):오오나미 코나미 (大波こなみ) 명의
- BALDR FORCE DC판 (타치바나 레이카) : 阿藤魁弥 명의
- 콘네코(카와하라 미즈와):오오나미 코나미 (大波こなみ) 명의
- 인공소녀2(A형, O형):오오나미 코나미 (大波こなみ) 명의

2005년
- 퓨어퓨어 PS2판(토바리)
- 프린세스 윗치즈(크루루(크루셴느 루셀), 미케):오오나미 코나미 (大波こなみ) 명의
- 첫사랑~First Kiss~ PS2판 (사쿠라이 코모모)
- 댄싱 크레이지스(린텔, 아티 브룩클린):오오나미 코나미 (大波こなみ) 명의
- 미라로마 Miracle Romance Strawberry Scramble(타카하라 아이, 니시나 세츠코):오오나미 코나미 (大波こなみ) 명의

2006년
- 춘애*소녀~소녀의 정원에서 인사드립니다.~(오오토리 사츠키, 마미야 리리카) : 오오나미 코나미 (大波こなみ) 명의
- School 프로젝트☆(히나타 하루카) : 오오나미 코나미 (大波こなみ) 명의
- 깊은 산골짜기에 흐르는 노래(스우 네일, 너스) : 오오나미 코나미 (大波こなみ) 명의
- BALDR BULLET "REVELLION"(페이 마리니나) : 오오나미 코나미 (大波こなみ) 명의
- 오타쿠☆전속력으로(우에노 쿠리) : 오오나미 코나미 (大波こなみ) 명의
- Canvas2 DVD EDITION (하기노 카나) : 오오나미 코나미 (大波こなみ) 명의
- 전생학원월광록(키노시타 요코)
- 던전 크루세이더즈(이리스, 유미) : 오오나미 코나미 (大波こなみ) 명의

2007년
- Xross Scramble(뮤리엘 시아필드) : 오오나미 코나미 (大波こなみ) 명의
- 왕적(케니스 쿠페어) : 오오나미 코나미 (大波こなみ) 명의
- 리젤 크로스(세실)
- 츠이☆테루(카와이 쿠우) : 오오나미 코나미 (大波こなみ) 명의
- 피리어드(코이시카와 코하네) : 오오나미 코나미 (大波こなみ) 명의
- 데보의 둥지(하츠카):오오나미 코나미 (大波 こなみ)명의

2008년
- Garden(스즈무라 아자미) : 오오나미 코나미 (大波こなみ) 명의

2010년
- PARA-SOL(야타베 미우) : 오오나미 코나미 (大波こなみ) 명의